# PCID2
PCID2‏ (PCI domain containing 2) هوَ بروتين يُشَفر بواسطة جين PCID2 في الإنسان.